# Natação nos Jogos Pan-Americanos de 2023 - 400 m livre feminino
A competição de 400 m livre feminino da natação nos Jogos Pan-Americanos de 2023 foi disputada em 21 de outubro no Centro Acuático Estadio Nacional, em Santiago, no Chile. No total, competiram 17 atletas de 11 Comitês Olímpicos Nacionais (CON).

## Calendário
Horário local (UTC-4).
| Data          | Horário | Fase          |
| ------------- | ------- | ------------- |
| 21 de outubro | 09:01   | Eliminatórias |
| 21 de outubro | 16:00   | Final B       |
| 21 de outubro | 16:07   | Final A       |

## Medalhistas
| Ouro   | USA Paige Madden         |
| Prata  | BRA Maria Fernanda Costa |
| Bronze | BRA Gabrielle Roncatto   |

## Recordes
Antes desta competição, os recordes mundiais e dos Jogos Pan-Americanos da prova eram os seguintes:
| Tipo                             | Atleta             | Tempo   | Local   | Data                |
| -------------------------------- | ------------------ | ------- | ------- | ------------------- |
|                                  | AUS Ariarne Titmus | 3m55s38 | Fukuoka | 23 de julho de 2023 |
| Recorde dos Jogos Pan-Americanos | CAN Emily Overholt | 4m08s42 | Toronto | 17 de julho de 2015 |

O seguinte novo recorde foi estabelecido durante esta competição:
| Data                  | Prova   | Atleta       | Nacionalidade  | Tempo   | Recordes                         |
| --------------------- | ------- | ------------ | -------------- | ------- | -------------------------------- |
| 21 de outubro de 2023 | Final A | Paige Madden | Estados Unidos | 4:06.45 | Recorde dos Jogos Pan-Americanos |

## Resultados

### Eliminatórias
Qualificação: Os oito mais rápidos (QA) qualificam-se para a final A e os próximos oito mais rápidos (QB) qualificam-se para a final B.
As eliminatórias foram realizadas em 21 de outubro.
| Pos. | Bateria | Raia | Atleta               | Nacionalidade                       | Tempo   | Notas |
| ---- | ------- | ---- | -------------------- | ----------------------------------- | ------- | ----- |
| 1    | 3       | 5    | Maria Fernanda Costa | BRA Brasil                          | 4:13.85 | QA    |
| 2    | 2       | 4    | Gabrielle Roncatto   | BRA Brasil                          | 4:14.37 | QA    |
| 3    | 3       | 4    | Paige Madden         | USA Estados Unidos                  | 4:14.42 | QA    |
| 4    | 3       | 3    | Rachel Stege         | USA Estados Unidos                  | 4:14.60 | QA    |
| 5    | 2       | 5    | Agostina Hein        | ARG Argentina                       | 4:15.39 | QA    |
| 6    | 2       | 3    | Julie Brosseau       | CAN Canadá                          | 4:15.54 | QA    |
| 7    | 2       | 2    | Delfina Dini         | ARG Argentina                       | 4:16.26 | QA    |
| 8    | 3       | 6    | Maria Paula Heitmann | BRA Brasil                          | 4:16.61 | QA    |
| 9    | 3       | 2    | Maria Yegres         | VEN Venezuela                       | 4:23.47 | QB    |
| 10   | 2       | 6    | Emma O'Croinin       | CAN Canadá                          | 4:23.88 | WD    |
| 11   | 2       | 1    | Lucero Mejia         | EAI Equipe de Atletas Independentes | 4:30.63 | QB    |
| 12   | 3       | 7    | Kyra Rabess          | CAY Ilhas Cayman                    | 4:32.60 | QB    |
| 13   | 1       | 3    | Harper Barrowman     | CAY Ilhas Cayman                    | 4:32.65 | QB    |
| 14   | 3       | 1    | Karen Rodríguez      | MEX México                          | 4:32.89 | QB    |
| 15   | 2       | 7    | Michell Ramirez      | HON Honduras                        | 4:33.45 | QB    |
| 16   | 1       | 4    | Natalia Kuipers      | ISV Ilhas Virgens Americanas        | 4:35.84 | QB    |
| 17   | 1       | 5    | Ariana Valle         | ESA El Salvador                     | 4:37.36 | QB    |

### Final B
A final B foi realizada em 21 de outubro.
| Pos. | Raia | Atleta               | Nacionalidade                       | Tempo   | Notas |
| ---- | ---- | -------------------- | ----------------------------------- | ------- | ----- |
| 9    | 4    | Maria Paula Heitmann | BRA Brasil                          | 4:16.81 |       |
| 10   | 6    | Harper Barrowman     | CAY Ilhas Cayman                    | 4:28.38 |       |
| 11   | 3    | Kyra Rabess          | CAY Ilhas Cayman                    | 4:28.49 |       |
| 12   | 5    | Lucero Mejia         | EAI Equipe de Atletas Independentes | 4:28.67 |       |
| 13   | 2    | Karen Rodríguez      | MEX México                          | 4:31.00 |       |
| 14   | 8    | Ariana Valle         | ESA El Salvador                     | 4:31.69 |       |
| 15   | 7    | Michell Ramirez      | HON Honduras                        | 4:32.70 |       |
| 16   | 1    | Natalia Kuipers      | ISV Ilhas Virgens Americanas        | 4:37.29 |       |

### Final A
A final A foi realizada em 21 de outubro.
| Pos. | Raia | Atleta               | Nacionalidade      | Tempo   | Notas                            |
| ---- | ---- | -------------------- | ------------------ | ------- | -------------------------------- |
| 01 ! | 3    | Paige Madden         | USA Estados Unidos | 4:06.45 | Recorde dos Jogos Pan-Americanos |
| 02 ! | 4    | Maria Fernanda Costa | BRA Brasil         | 4:06.68 |                                  |
| 03 ! | 5    | Gabrielle Roncatto   | BRA Brasil         | 4:06.88 |                                  |
| 4    | 6    | Rachel Stege         | USA Estados Unidos | 4:06.94 |                                  |
| 5    | 7    | Julie Brosseau       | CAN Canadá         | 4:11.32 |                                  |
| 6    | 2    | Agostina Hein        | ARG Argentina      | 4:15.26 |                                  |
| 7    | 1    | Delfina Dini         | ARG Argentina      | 4:17.55 |                                  |
| 8    | 8    | Maria Yegres         | VEN Venezuela      | 4:22.47 |                                  |

Legenda
| Recorde mundial                  | Recorde mundial (World record)               |                       | Recorde africano                      | Recorde africano (African) |                                           | Q | Classificado por posição (Qualified) |
| Recorde dos Jogos Pan-Americanos | Recorde pan-americano (Pan-American record)  | Recorde da América    | Recorde da América (Americas)         | q                          | Classificado por melhor tempo (Qualified) |   |                                      |
| Melhor marca do ano              | Melhor marca do ano (World leading)          | Recorde asiático      | Recorde asiático (Asian)              | DNS                        | Não largou (Did not start)                |   |                                      |
| Recorde nacional                 | Recorde nacional (National record)           | Recorde europeu       | Recorde europeu (European)            | DNF                        | Não terminou (Did not finish)             |   |                                      |
| Recorde pessoal                  | Recorde pessoal do atleta (Personal best)    | Recorde da Oceania    | Recorde da Oceania (Oceania)          | DSQ / DQ                   | Desclassificado (Disqualified)            |   |                                      |
| Recorde da temporada             | Recorde da temporada do atleta (Season best) | Recorde sul-americano | Recorde sul-americano (South America) | NM                         | Sem marca (No mark)                       |   |                                      |